# グローブ空手
グローブ空手（グローブからて）は、ボクシンググローブを着用し、突き・蹴りを主体として行われる競技空手の総称である。既存の伝統派空手の一種である「防具付き空手」「硬式空手」とは区別される。事実上のアマチュアキックボクシングである。

## 概要
ボクシンググローブを着用し、子供の部門を除いて顔面・頭部への直接打撃が許されている。試合中の服装についても自由度が高い。複数の流派・団体で大会が開催されているが、特に全日本新空手道連盟の主催する「新空手」が有名であり、藤本京太郎、ニコラス・ペタス、世川武尊もこの団体の大会で優勝している。

## 規則

### 服装
団体によっては試合中に空手着の着用自体を強制しないところもあり、シャツとキックボクシングトランクス姿で出場する選手もいる。
全日本新空手道連盟では各団体の定める道着を着用すれば良いため、空手着以外にもテコンドー衣や団体独自の拳法衣で出場する選手もいる。空手衣についても袖がないノースリーブタイプのものや、赤色や黒色といったカラフルな空手衣を着用する選手もいる。

### 試合場
試合場も柔道場で行われることもあれば、ボクシングのリングが使われることもある。一段高い壇上で行われることもある。団体や大会によって異なる。

### 有効打
初心者や低年齢の部門を除き、顔面への突き、蹴りが認められている。全日本新空手道連盟は試合規則を制定する際、当時の日本で「マーシャルアーツ」という名称で知られていたアメリカのプロ空手の腰上8本ルール（1R中に最低8回以上腰から上に蹴りを出さなくてはいけない）を導入している。しかし、他団体では導入されていない。

## 歴史
GHQの武道禁止令により第二次世界対戦以前から空手の競技について、拳サポーターや防具を用いてフルに打ち合う形式は「硬式空手」「防具付き空手」の諸団体で行われてきた。しかし、現在日本で行われているグローブ空手は、1974年にアメリカで創立されたプロ空手協会の流れを組んでいる。

### 日本拳法空手道
本部朝基の元で空手を学んだ山田辰雄は、第二次世界大戦後、日本大学歯学科空手部や同大理工学部空手部で自分の空手を教えはじめた。その後、東京都杉並区荻窪にあった自宅でも接骨院を営む傍ら空手の指導を行い始めた。ただし看板はなく、外からは空手の指導をしているようには見えなかったので、やる気のある人に教えるスタイルを取っていた。この頃、「日本拳法研究会」だった名称を「日本拳法空手道」に変更した。この自宅道場には後に極真空手を創始する大山倍達も訪問したことがあった。
1955年頃に東京都千代田区飯田橋に道場を開設。当時の空手道場には珍しく、巻藁以外にもリングや「球形のサンドバッグ」や「竹刀の竹を巻きつけたサンドバッグ」といった設備も備えられていた。組手稽古にはグローブを取り入れ始め、杉並ジム名義でアマチュアボクシングの選手を派遣し、社会人王者も出した。これは技術確認とリングマナーを学ばせることが目的だった。
1959年11月付で「空手ボクシング」という仮称の企画書を作成。1962年には東京都の後楽園ホールで山田門下の選手同士が試合を行う興行「第1回空手競技会」を開催し、後にキックボクサーになる錦利弘も出場した。この興行では3分3R制・グローブ着用で7試合が行われた。全試合KOで終わったが、後日新聞での評価は厳しいものだった。
一方、1954年に山田の高弟だった霜鳥新一が新潟県新潟市東天明町に「日本拳法空手道 拳心館」を設立。設立時に行われた試合も手作りのヘッドギアとグローブを着用したもので、新潟日報では「宇宙人の格闘？」という見出しで紹介された。翌年6月に新潟県内で日本拳法空手道の試合を開催。この時もヘッドギアやグローブを着用するルールだった。
その後、山田の弟子だった錦利弘、鈴木実はキックボクシングに携わる傍らグローブ空手の指導を続けた。こうしてキックボクシングのジムと空手に結びつきが出来上がった。

### 新空手の設立
1983年、赤木公男を館長として神村榮一と共に「正心館」が設立される。アメリカのキックボクサー兼空手家ベニー・ユキーデが設立した「JET CENTER」とは姉妹道場の関係にあった。「正心館」で教えられる空手は「勇気道」（ゆうきどう/英語表記：U-KIDO）と名付けられ、正心館を中心とし、不動館、士心館、岩本道場、天道館の5団体が加盟する「世界勇気道連盟」が設立された。勇気道の勇気はベニー・ユキーデの名前の「ユキ」をもじっていた。同年10月10日に埼玉県三郷市で第1回交流大会が開催された。これ以降、1989年に「新空手宣言」が出されるまで21回の交流大会が開催された。設立当初は「プロを喰うアマチュアになれ」を合言葉にプロ戦績5戦以下なら出場できた。ルールもまた1974年にアメリカで創立されたプロ空手協会（PKA）の「規定の回数以上の蹴り技を出させる」ものが採用された（プロ空手の試合を興行として成り立たせる際、空手家にボクシンググローブと足パッドを着用させ、1Rにつき8回以上腰から上の蹴り技を出させるルールを採用していた）。これは選手の上達を見込んでのもので、「2分間に8本以上はミドルキックを出せるようにならなければならない」「突きと蹴りを中心とした打撃格闘技なので、双方を使いこなさなければならない（ボクシング技術だけ、ローキック技術だけに偏ることを防ぐ）」という理由からだった。さらに、ボクサーが出場したときに危険な試合展開が予想された為でもある。
1989年4月10日に、格闘技雑誌「フルコンタクトKARATE」において「新空手宣言」を掲載。「勇気道連盟」を「全日本新空手道連盟」に改称。赤木公男が理事長に、神村榮一が事務局長に就任した。翌1990年5月に第1回全日本新空手道選手権大会が開催。これ以降、プロキックボクシングの登竜門という位置づけで全日本新空手道選手権大会（通称K-2グランプリ）が毎年開催されるようになる。
他にも1992年から1994年にかけて、「トーワ杯カラテトーナメント選手権大会」がトーワ折込企画主催、全日本新空手道連盟企画・実行のグローブ空手大会が4回開催された。（1995年の第5回は出場者が規定未満のため中止。）この大会では後にK-1に参戦することになる佐竹雅昭、後川聡之、金泰泳らが出場していた。

### 他団体の動き
岡山県に本部を置く岡山ジムは1987年からシュートボクシングのアマチュア大会を始めたが、1995年からグローブ空手の大会「スーパーカラテ」・「全日本グローブカラテ選手権大会」の開催を開始。継続的に開催している。
2003年2月16日に東京都東京武道館で格斗打撃連盟主催の「国際空手通信杯 格斗打撃オルタナティブ大会Ver.1」が開催された。この大会ではグローブ空手ルールによる団体戦が行われ9団体が参加。拳桜会朝霞（軽量級：近藤義政、中量級：鶴木剛、重量級：八藤後邦明）が優勝した。格斗打撃連盟は後に「全日本格斗打撃空手道連盟」に改称。グローブ空手ルールの大会は開催せず、代わりにプロテクター着用のフルコンタクト空手の競技を開催している。（2021年2月現在）
2019年7月、極真世界連合（KWU）が設立した「KWU国際プロリーグ」の中で「戦士 SENSHI」というキックボクシングルールの興行を開始。上半身裸、下半身は空手衣のズボン着用、拳にボクシンググローブ着用、肘にサポーター着用（肘打ち可）のルールとなっている。2019年7月3日-4日にかけてブルガリア・カムチヤで行われた第13回KWU国際夏季合宿の中で、前述のルールによる「Cup of Senshi」（戦士杯）という興行が初めて開催された。以降、この興行では王座も制定され継続開催されるようになった。
2020年5月16日、岡山県岡山市総合文化体育館サブアリーナで開催される予定だった「全日本グローブカラテ旭泉杯選抜トーナメント」の中止が発表された。本来は2020年6月28日に30㎏、35kg、40kg、45kg、50kg級のワンデートーナメントが行われる予定だったが、コロナウィルスの流感警戒の必要性から中止にいたったと説明された。エントリーには岡山スーパーカラテ、SMASHERS中国地区、全日本グローブ空手道連盟の3団体による主催者推薦が必要だった。

## 主な団体
下記団体以外でも空手道場やキックボクシングジムが独自に主催している大会もある。また統括組織が確立していない為、小規模な道場で行われる大会も存在する。
| 全日本新空手道連盟 | 特定非営利活動法人（NPO法人） | 東京都品川区東五反田   | 全日本新空手道選手権大会 K-2 GRAND PRIX                           |
| 全日本グローブ空手道連盟 | 特定非営利活動法人（NPO法人） | 大阪府大阪市西区九条南 | NPO法人全日本グローブ空手道連盟 全日本大会 決戦                   |
| 全日本グローブ空手道連盟は大阪府内で年間数回の大会を開催しており、結果に応じて年間ランキングを作成している。「決戦」は全日本大会優勝者と年間ランキング上位者によるワンマッチ形式のプレーオフ大会である。 |                               |                        |                                                                   |
| 新日本グローブ空手道連盟 峰竜会 |                               | 岐阜県羽島郡           | 新日本グローブ空手道選手権大会                                    |
| 国際グローブ空手道協会 日進会館 |                               | 兵庫県加古川市         | グローブ空手道選手権 播州杯                                       |
| 春と秋の年2回の開催。 |                               |                        |                                                                   |
| 日本空手道 啓道館 |                               | 大阪府大阪狭山市       | オープンワンマッチ格闘技大会                                      |
| ワンマッチ形式の大会のみ開催。ただし、試合結果に応じてポイントを付与し年間ランキングを制定。 |                               |                        |                                                                   |
| 武徳共栄会 綜合空手道 昌平校 |                               |                        | 総の国空手道大会                                                  |
| 型競技が古流型、古武道型（武器術）に分かれており、組手競技が防具付き、グローブ部門に分かれている。ワンマッチ形式だが勝者は優勝者として扱われる。敗者には敢闘賞が授与される。                             |                               |                        |                                                                   |
| 全日本格闘技機構スーパーカラテ実行委員会 |                               | 岡山県岡山市           | スーパーカラテ パートI スーパーカラテ パートII                    |
| 中国地方を基盤とする岡山ジムを中心とした「全日本格闘技機構スーパーカラテ実行委員会」が開催。毎年2回岡山で開催されている。                                                                                |                               |                        |                                                                   |
| 全日本グローブ格闘技連盟 |                               | 岡山県岡山市           | 全日本グローブカラテ選手権大会                                    |
| 中国地方を基盤とする岡山ジムを中心とした「全日本グローブ格闘技連盟」と「スーパーカラテ実行委員会」が開催。毎年1回岡山で開催されている。当初は「全日本グローブ空手協会」と名乗っていた。                  |                               |                        |                                                                   |
| 全日本武術総合空手道連盟 松栄塾 |                               | 東京都江戸川区西葛西   | 全日本武術総合空手道選手権大会                                    |
| フルコンタクト空手部門、空手型部門の他にグローブ部門あり。 |                               |                        |                                                                   |
| 格闘スポーツスクールレックスジャパンエンタープライズ | 有限会社                      | 大阪府大阪市北区長柄東 | 関西グローブ空手交流大会                                          |
| 毎年3月開催。 |                               |                        |                                                                   |
| 北海道空手道協会 水滸會丈夫塾（ますらおじゅく） | 一般社団法人                  | 北海道札幌市東区北11条 | チャレンジカラテトーナメント                                      |
| 毎年7月開催。硬式、フルコンタクト、型と並行してグローブ空手部門がある。 |                               |                        |                                                                   |
| グローブ空手ネットワーク（GKN） |                               | 茨城県土浦市           | GKNグローブ空手大会                                               |
| 茨城県のキックボクシングのジム「土浦ジム」を中心としたジムの連合。グローブ空手の大会を開催。英語表記は「Global Karate Network」。                                                                        |                               |                        |                                                                   |
| 日本空手道 勇健塾（全日本グローブ空手協会） | 特定非営利活動法人（NPO法人） | 香川県丸亀市           | 西日本グローブ空手選手権大会                                      |
| 日本実践剛柔流空手道協会総本部 新潟誠道館 |                               | 新潟県新潟市江南区     | 東日本グローブ空手道選手権大会                                    |
| 世界武道連盟 風林火山 | 特定非営利活動法人（NPO法人） | 千葉県君津市杢師       | 全国国際武道空手道交流大会                                        |
| 伝統形競技、伝統組手競技、 防具組手、フルコンタクト組手と並行してグローブ組手部門を実施。 |                               |                        |                                                                   |
| 全日本ムエタイ連盟 武心會 | 特定非営利活動法人（NPO法人） | 大阪府大阪狭山市西山台 | 国際グローブ空手道 総合選手権大会                                 |
| グローブ空手以外にもアマチュアムエタイの大会も開催。国際アマチュアムエタイ連盟（IFMA）の日本の窓口でもある。                                                                                             |                               |                        |                                                                   |
| 全日本尽心空手道連盟 |                               | 群馬県伊勢崎市寿町     | HOLD OUTグローブ空手道大会                                        |
| 主管は道心會八木橋道場。北関東の道場・ジムを中心とした大会。 |                               |                        |                                                                   |
| 世界空手道連盟 士道館 |                               | 埼玉県新座市栗原       | 士道館杯争奪ストロングオープントーナメント 全日本空手道選手権大会 |

過去に開催経験のある団体
| 全日本格斗打撃空手道連盟 | 特定非営利活動法人（NPO法人） |  |                            |
| 団体名が全日本格斗打撃連盟だった頃はグローブ空手の大会を開催していた。 |                               |  |                            |
| 日本グローブ空手道連盟 |                               |  | グローブ空手オープン選手権 |
| キックボクシング団体「ニュージャパンキックボクシング連盟」と同一の団体。 |                               |  |                            |
| ライトコンタクトルール空手道交流大会事務局 |                               |  | ライトコンタクト交流大会   |
| 巴志会（はっしかい）・稲毛道場が主催していた大会。初・中級者向けの大会で、各階級を2つのトーナメントに分け優勝者を増やしたり（第15回大会）、ダウン1度でKOとするなど身体に負担がかかりにくいルールを設けていた。 |                               |  |                            |